# Lubricated Goat
A Lubricated Goat ausztrál noise rock/post-punk zenekar, amelyet Stu Spasm alapított 1986-ban, Sydneyben. Kisebb hírverést csaptak maguknak, amikor 1988 novemberében meztelenül szerepeltek a Blah Blah Blah című műsorban. Öt nagylemezt adtak ki: Plays the Devil's Music (1987), Paddock of Love (1988), Psychedelicatessen (1990),  Forces You Don't Understand (1994) és The Great Old Ones (2003).
Az együttest Stu Spasm (Stuart Gray) alapította, aki korábban az Exhibit A, Zulu Rattle, Salamander Jim, Beasts of Bourbon, James Baker Experience, Death in Vegas és Hot Property nevű együttesekben játszott. Az eredeti felállás része volt Martin Bland, Brett Ford és Pete Hartley is. (Utóbbi kettő a The Kryptonics tagja volt.)
Első nagylemezük 1987 júliusában jelent meg a Red Eye Records leányvállalata, a Black Eye Records gondozásában.

## Diszkográfia
- Plays the Devil's Music (1987, Black Eye Records)
- Paddock of Love (1988, Black Eye Records) (1989, Amphetamine Reptile Records)
- Psychedelicatessen (1990, Black Eye Records/Amphetamine Reptile Records)
- Forces You Don't Understand (1994, PCP Entertainment)
- The Great Old Ones (2003, Reptilian Records)

### EP-k
- Schadenfreude 12" (Black Eye Records, 1989)

### Kislemezek
- "Meating My Head" 7" (1990, Sub Pop)
- "Shut Your Mind" 7" (1992, Sympathy for the Record Industry)
- "Play Dead" 7" (1993, Sub Pop)